# 南アフリカ共和国の歴史
本項、南アフリカ共和国の歴史では、アフリカ最南端にある南アフリカ共和国の歴史について詳述する。

## ヨーロッパ人到着以前

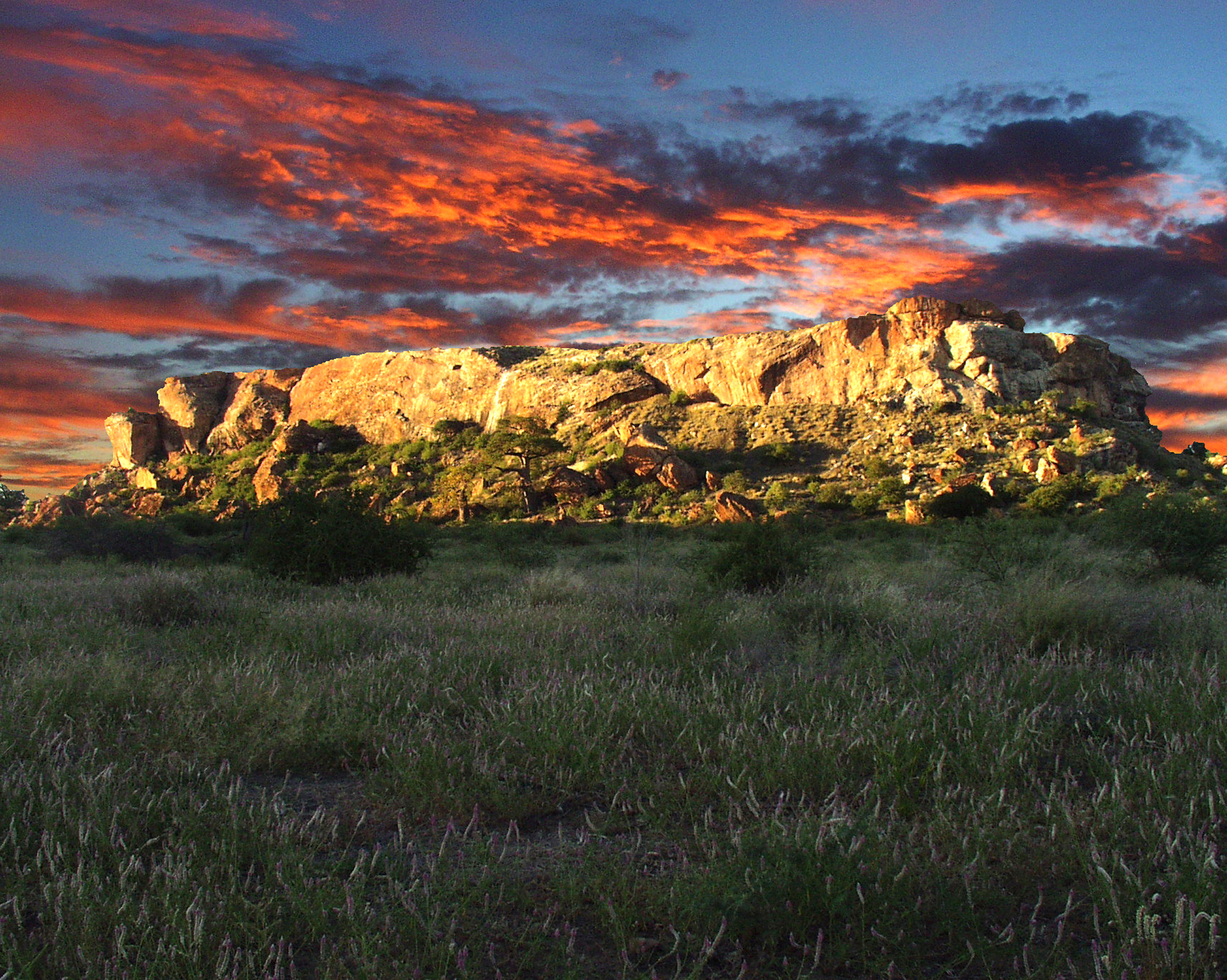
マプングブエの丘

この地に初めて人類が出現したのはおよそ300万年ほど前であり、南アフリカの人類化石遺跡群においてアウストラロピテクスの化石が発見されている。その後、現生人類の出現まで、様々な進化段階の人類が南アフリカに現れ、絶滅することを繰り返した。
有史以前、狩猟採集民であるコイコイ人やサン人がこの地に居住していたが、やがてカメルーン近辺からバントゥー系民族が南下し、コイコイ人やサン人を追い払い、あるいは同化しながら紀元300年ごろには現南アフリカ共和国の北部・トランスヴァールまで進出し、1000年ごろにはグレート・フィッシュ川以北の線までやってきた。しかし、バントゥーは熱帯起源の作物を主に栽培していたため、グレート・フィッシュ川以南においては気候が合わず、農作物を育てることができなかったため、それ以南においてはコイコイ人が以前と変わらない狩猟生活を営んでいた。グレート・フィッシュ川以北のコーサ人、ナタールのングニ人（ズールー人を含む）、ハイフェルト（オレンジ自由州やトランスヴァール共和国）地域ではソト人やツワナ人などが鉄器を使用し、農耕と牧畜を営み、小首長国に分立していた。1050年から1270年ごろにかけては、国土北端のマプングブエにおいて高度な都市文明が栄えていた。

## ケープ植民地
この地域に始めてヨーロッパ人が到達するのは1488年、バルトロメウ・ディアスが喜望峰に到達したときである。やがてヴァスコ・ダ・ガマがダーバン沖に来航し、到達した日付に因んでこの地をナタール（ポルトガル語でクリスマス）と名づけた。
その後100年以上もの間、都市や特産物のないこの地域にヨーロッパ人は興味を示さなかったが、やがて貿易が盛んになるにつれ、海上交通の要所である喜望峰周辺に補給基地を造る案が、当時の海上交易の覇権を握るオランダ東インド会社の中で出てきた。

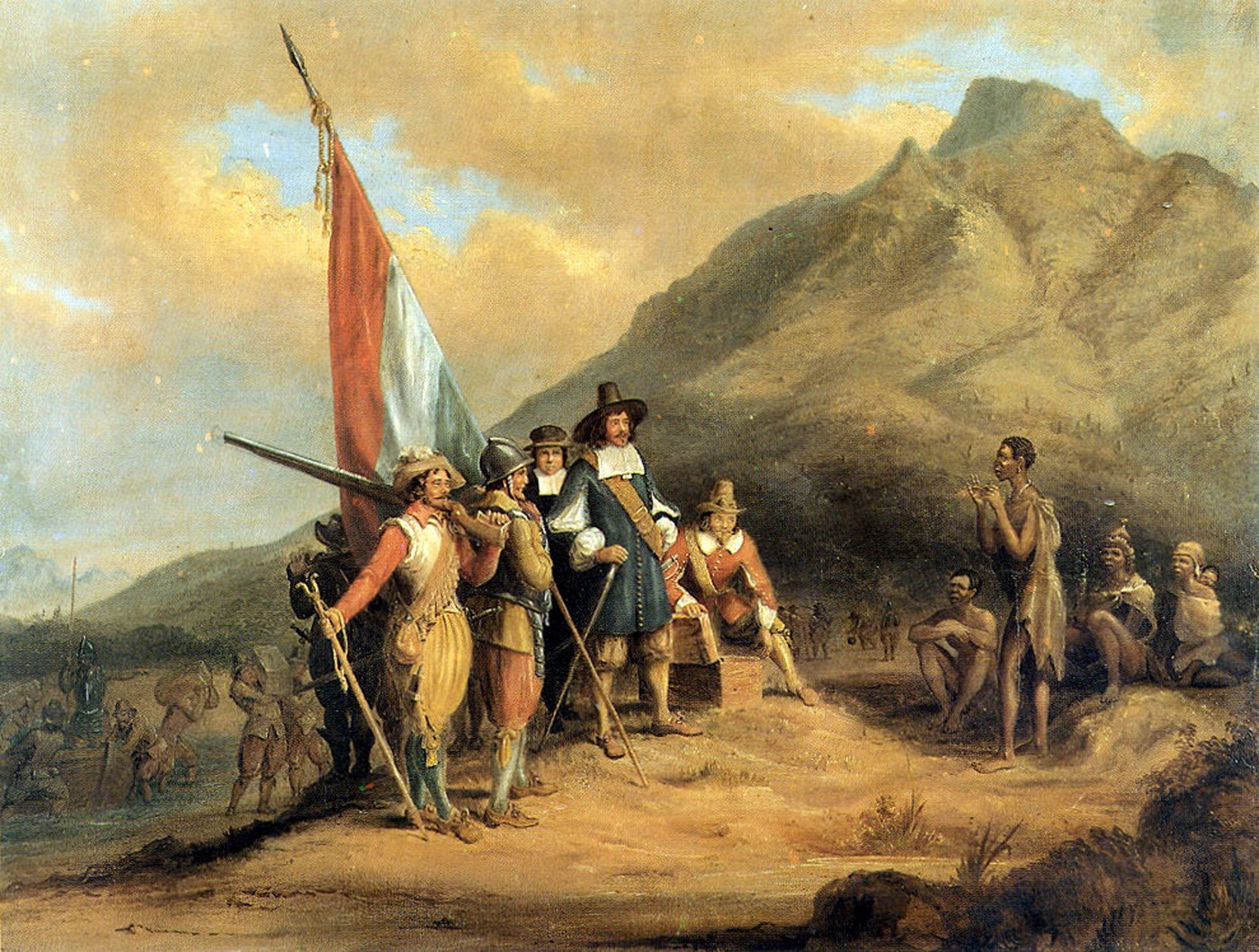
テーブル湾に上陸するヤン・ファン・リーベック

1652年4月6日、ヤン・ファン・リーベック率いるオランダ東インド会社の4隻の船がテーブル湾に上陸し、補給を目的とした入植地を建設した。ここはケープタウンと名づけられ、以後の開拓の拠点となった。1657年には最初の自由移民がケープに入植し、1683年には内陸部初の拠点としてステレンボッシュが建設された。1688年から1689年にかけて、ナントの勅令の廃止によって弾圧を受けたフランスのユグノー200家族がケープに移住し、以後少しずつ入植は進んでいった。入植の過程で、移民たちはオランダ人とは異なる民族集団を形成していき、ボーア人と呼ばれるようになっていった。
ケープ社会はケープタウンの都市社会と、地方に広がる大農園、そしてその奥の牧畜民（トレック・ボーア）に大きく分かれていた。トレックボーアたちは、コイコイ人を追い散らしながら奥地へ奥地へと進出していった。しかし、北は砂漠、東は強力な対抗者であるコーサ人の出現によって、彼らの前進はグレート・フィッシュ川で止まり、コーサ人とは1779年より断続的に戦闘状態がつづいた（コーサ戦争）。

## ムフェカネとグレート・トレック
ヨーロッパでナポレオン戦争が勃発するとともに、オランダのケープ支配は終わりを告げた。イギリスは1795年にケープを占領し、1803年に前年結ばれたアミアンの和約に基づいて一度バタヴィア共和国にケープを返還したものの、1806年に再度占領し、1814年には正式にイギリス領ケープ植民地が発足した。

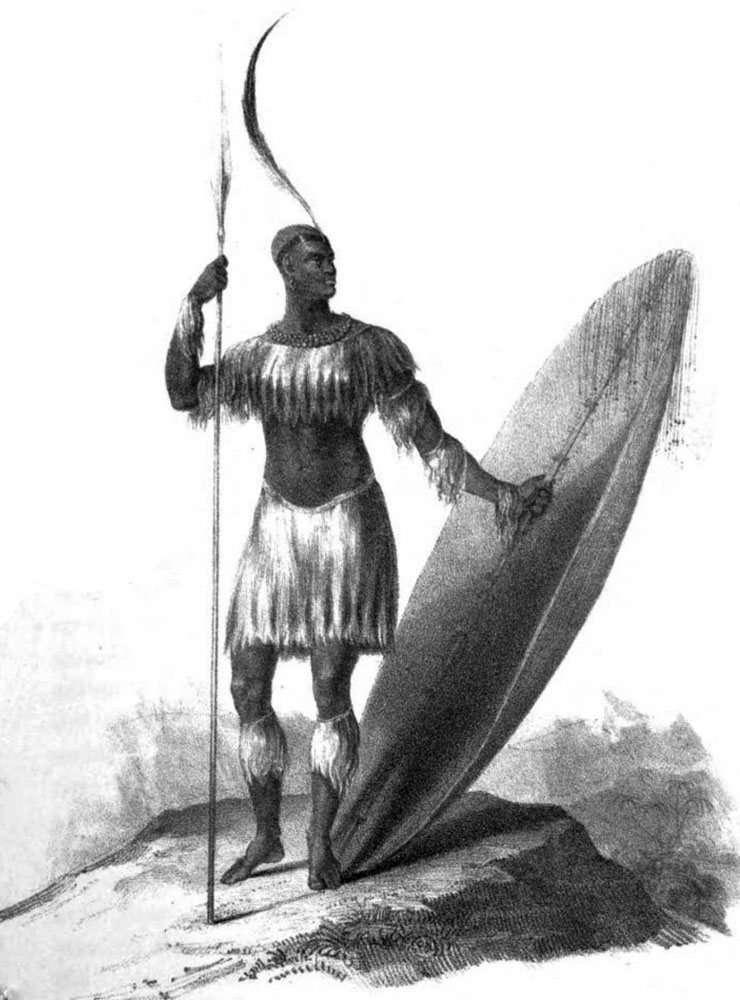
シャカ・ズールー

ケープ植民地が英領となった頃、東のナタールにおいては大変動が起こっていた。ングニ人の一部族であるズールー人のシャカ・ズールーがズールー王国を建国し、四方に侵略を始めたのである。ズールーは短槍を中心とした強力な軍隊を擁し、近隣部族を次々と制圧していった。ズールーは強力な国家となったが、内には恐怖政治を敷き、外には略奪暴行の限りを尽くしたため、恐慌を起こした近隣他民族は一斉にズールー領域からの大移動を始めた。ンデベレ人、コロロ人、ンゴニ人、シャンガーン人などのように遠方へ逃れる民族が出る一方、スワジ人やソト人のように居住地域で防御を固める中で国家としての統一を成し遂げる民族も出た。この混乱のことを、ムフェカネと呼ぶ。この混乱により、1820年代から1830年代にかけて、ハイフェルト一帯は人もまばらな荒野と化した。
ケープ植民地においては、イギリス人とボーア人の対立が先鋭化しつつあった。ケープの公用語は英語となり、1820年には最初の英国系移民がケープに到着。1828年には総督令50号が制定され、1809年に施行されたホッテントット条例が廃止されたため、ボーア人の間で深刻な労働力不足が起き、さらに1833年には大英帝国全土において奴隷制が廃止され、特に奴隷に依存した大農園を経済の中心とする東ケープにおいて不満は頂点に達した。

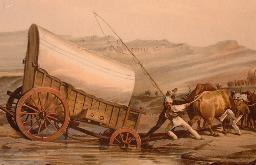
グレート・トレック

1834年、ピーター・レティーフら東ケープのボーア人有力者がグラハムズタウンに集結し、イギリスの力の及ばないナタールへの移動を決定し、1835年に移動を開始した。これを、グレート・トレックと呼ぶ。当時の内陸部はムフェカネで疲弊しており、ボーア人たちは速やかに勢力を広げることができた。ボーア人は内陸のンデベレ人を撃破し、本隊は1838年1月28日にナタールへと到着した。ここでズールー人の奇襲に遭い、ピーター・レティーフらは命を落としたが、1838年12月18日にアンドリース・プレトリウスの指揮下のボーア軍がブラッド・リヴァーの戦いにおいてズールー人を撃破し、1839年10月12日にナタール共和国を建国した。
しかしナタール共和国は混迷を極め、イギリスの介入を招いて1843年5月12日にナタール共和国は崩壊。ボーア人のほとんどは内陸部へと転進し、オレンジ川以北とヴァール川以北に二つの政府を樹立した。イギリスは1848年にオレンジ川主権国家を建国してこの地域をイギリスの影響下に置こうとしたものの、ボーア人やソト人らの抵抗にあい、結局1852年1月17日、サンドリバー協定によってトランスヴァール共和国（正式名称南アフリカ共和国）が、次いで1854年2月23日にブルームフォンテーン協定によってオレンジ自由国が独立を認められた。

## 第一次ボーア戦争

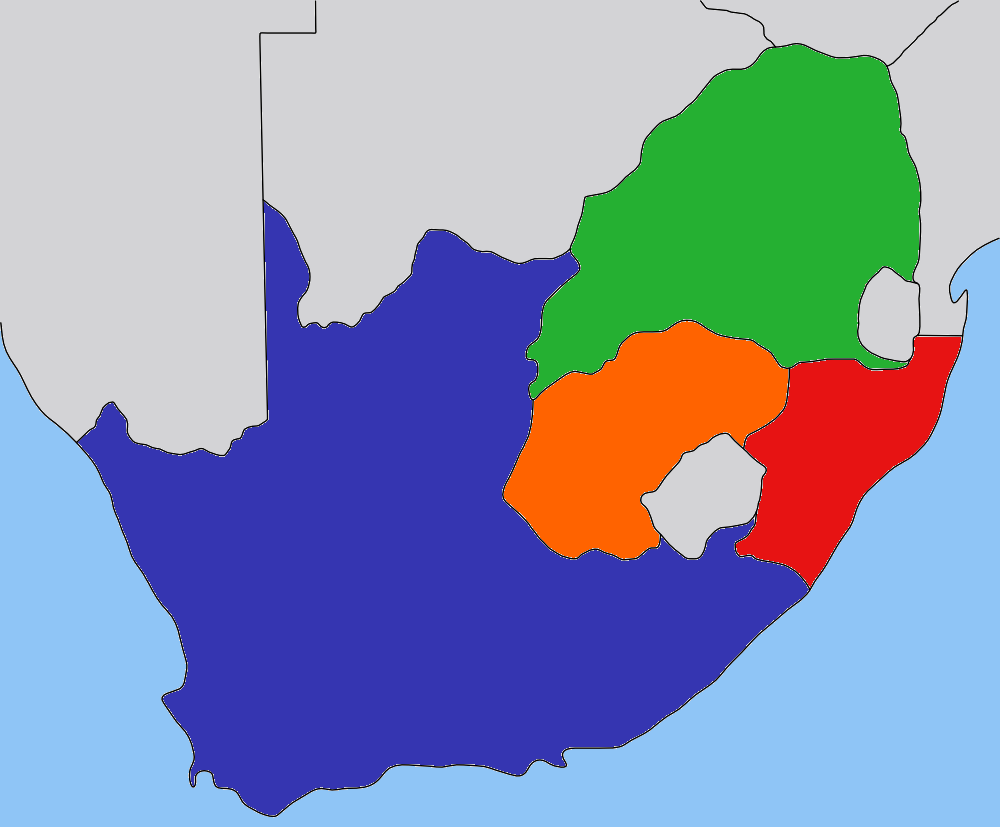
19世紀の南アフリカ
トランスヴァール共和国
オレンジ自由国
ナタール植民地
ケープ植民地

グレート・トレック後、この地域には4つの白人系政府（トランスヴァール共和国、オレンジ自由国、ケープ植民地、ナタール植民地）と、幾つかの黒人王国が並立するようになった。
ケープ植民地においては、1853年に議会が設立され、英国領内の自治植民地への道筋ができた。イギリスはケープをインドではなくカナダやオーストラリアと同じように扱うことを決定し、財産による制限選挙制が施行された。これは非人種的なもので、全人種同一額の一定額の納税があればカラードも黒人も選挙権を持つことができた。といっても、両人種の有権者は総有権者の15%を越えることはケープ植民地の歴史を通じ一度もなく、両人種代表の議員も現れなかった。イギリス系の移民は続いたものの、この地ではボーア人は多数派の地位を占め続けた。
ナタール植民地は、他の3植民地とは異なった歴史を辿った。ナタール共和国の滅亡時にボーア人のほとんどがこの地を脱出して内陸部へと向かい、その後植民地政府がイギリス人の移民を奨励したため、この地では白人の大半をイギリス系が占めたのである。また、海岸部でのプランテーションの労働力として英領インドより多数のインド人が移入された。
オレンジ自由国においては、政府は中央集権的かつ安定していた。一院制の議会は白人限定ではあったがボーア人限定ではなく、政府内に目立った対立も無かった。第3代の大統領にはヨハネス・マルティヌス・プレトリウス（アンドリースの息子）が就任。彼は初代トランスヴァール共和国の大統領であり、両国の大統領を兼任して統一を目指したが、トランスヴァールの反発によりトランスヴァールの大統領職は辞任することとなり、両国の統一は遠のいた。第4代のJ・H・ブラント大統領の時代に、オレンジ自由国は最盛期を迎える。国内の制度は整備され、1869年には東のソト人との戦闘に勝利してカレドン川以西の肥沃な土地をもぎ取った。1871年に各国の係争地であったキンバリーにおいてダイヤモンド鉱脈が発見された際、オレンジ自由国はキンバリーの領有権を主張したものの、イギリスの支援を受けた西グリカランドに譲歩を余儀なくされた。

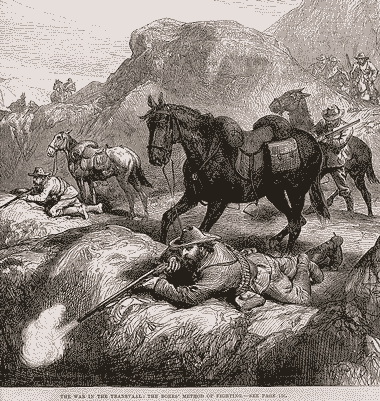
第一次ボーア戦争のボーア兵

トランスヴァール共和国では、政権は安定したためしがなかった。各地の有力者が対立を繰り返し、政府機構は未熟で行政能力は低く、何度か派閥間の内戦が起きた。1870年代に入ると財政は逼迫し、それに乗じたイギリスによって1877年にトランスヴァールは占領され、同国の歴史は一旦終焉を迎える。しかし、1879年のイサンドルワナの戦いにおいてイギリス軍がズールー軍に完敗するとポール・クリューガー率いる抵抗運動が活発化し、1881年のマシャバの戦いにおいてジュベール将軍率いるトランスヴァール軍はイギリスを撃破。同年、トランスヴァールは再独立を果たした。（第一次ボーア戦争）
ズールー王国はブラッド・リヴァーの敗北後、ディンガネが退位させられムパンデが王位を継いだ。ムパンデ一代は英国との友好により平和が続いたが、その子のセテワヨ・カムパンデの代になると英国との対立が深まった。トランスヴァールが英国支配下に入るとズールー王国への圧力はさらに強くなり、1879年1月11日にはイギリス軍がズールーへ侵入。ズールー戦争の幕が切って落とされた。1月12日にはイサンドルワナの戦いでズールー軍はイギリス軍を撃破したものの、結局7月4日にズールー首都ウルンディは陥落。ズールー王国は分割され、1887年には完全にナタールに併合された。

## 第二次ボーア戦争
1886年、トランスヴァール中央部、現在のヨハネスブルグにおいて金が発見され、ゴールドラッシュが起きた。これによりトランスヴァールの経済は好転し、トランスヴァールは急速に南部アフリカ経済の中心地となっていった。しかしトランスヴァールの大統領ポール・クリューガーは流入してきた白人に選挙権を認めず、14年以上トランスヴァールに在住した白人だけに選挙権を認めたので白人社会に不満が募った。

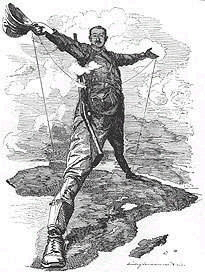
セシル・ローズ。同時代の諷刺画

一方、ケープ植民地では首相にセシル・ローズが就任。キンバリーでのダイヤ採掘によって財を成したローズは、金で潤うトランスヴァールの再併合を画策した。1895年、ローズはジェームソンにトランスヴァールでの武装クーデターを企てさせるも失敗。このジェームソン襲撃事件によりローズは失脚したが、イギリス本国の植民地相ジョセフ・チェンバレンやケープ総督ミルナーらはなおも併合を画策し、英国人に対する不平等な扱いを口実にトランスヴァールに最後通牒を突きつけた。オレンジ自由国の仲裁も実らず、1899年10月12日に宣戦が布告され、ボーア戦争（第二次ボーア戦争）が始まった。トランスヴァールのほかに、最後まで仲裁を続けたオレンジ自由国も、国内世論に従ってトランスヴァール側に立って参戦。ボーア人とイギリスの全面戦争の様相を呈した。

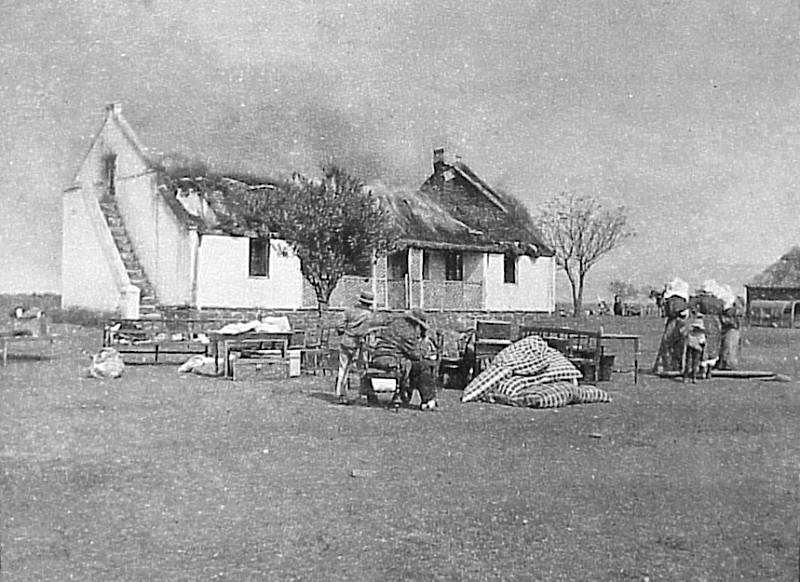
破壊されたボーア人の家

1899年中はボーア側が攻勢をかけたものの、1900年にはいると地力に勝る英国が攻勢に移り、3月13日にはオレンジ自由国の首都ブルームフォンテーンを、6月5日にはトランスヴァールの首都プレトリアを占領した。しかしボーア軍はゲリラ戦によって抵抗を続け、戦争は長期化。これに対しイギリスはボーア人を強制収容所に送ってゲリラのシンパを根こそぎにする作戦に出た。この強制収容所には12万人前後のボーア人が送られ、2万人前後が劣悪な環境のもと死んだという。
ボーア側の敗北が明らかになると、両共和国の代表は抗戦を諦め条件闘争に移った。両共和国においてオランダ語の公用語化は認められなかったが、教育や裁判所におけるオランダ語の使用と「状況が許せばできるだけ早急に」両植民地の自治は認められるとの条件で交渉は成立した。1902年5月31日のフェリーニヒング条約によって、トランスヴァールとオレンジは独立を失った。

## 南アフリカ連邦の成立
ボーア戦争終結後、イギリスはミルナー総督のもとボーア人共和国を強権統治のもとにおいたものの、ボーア戦争時に英国国内で高まった非難の声によってチェンバレンは辞職を余儀なくされ、政権が交代し、新政権は旧2共和国において議会設立と選挙の実施を認めた。この1907年2月20日の選挙ではイギリスに有利な選挙法が導入されたものの、鉱山王の率いる親英派は選挙で大敗。ボーア人は選挙で団結し、オレンジ川植民地の指導者であるジェームズ・バリー・ミューニック・ヘルツォーク率いるオランヒア・イニ（オレンジ同盟）や、トランスヴァールのルイス・ボータとヤン・スマッツ率いるヘット・フォルク（国民）に投票し、さらに英国系の親ボーア政党が労働者の支援を得たため、旧ボーア人共和国においてボーア派は圧倒的多数の支持を得て政権を握った。さらに1908年2月のケープ植民地の選挙においても親ボーア派が政権を握った。
ここでトランスヴァールの指導者の地位に就いたボータとスマッツが、南アフリカ4植民地の合同を提唱した。内陸にあるトランスヴァールはもともと海港の獲得が悲願であり、ナタールやケープとの連合により経済が成長すると考えられた。これに、アフリカーナーの地位向上を目指すオレンジ、ズールーによる暴動で治安維持に不安を抱えたナタール、ローズ以降各植民地の統一を目指していたケープがそれぞれ賛同し、1908年にダーバンで憲法制定準備会議が開かれた。この会議の結果、新国家の国制は、国会議員は白人男性だけに限定され、二院制であるが下院の力が強く、単純過半数のみで憲法が改正できるため司法が立法を掣肘する余地はほとんどないものとなった。また、新連邦では英語とオランダ語が同格の言語となり、旧共和国側の主張が認められる形となった。

## アパルトヘイト前
1910年5月31日に成立した南アフリカ連邦において、最も重要な政策は白人間の人種問題であった。富裕でリベラルなイギリス系と貧しく保守的なアフリカーナーはあちこちでいざこざを起こしたが、やがて黒人を犠牲にすることによって両人種はともに経済成長を達成し、1948年までには両人種間の経済格差はほとんどなくなっていた。政権は常にアフリカーナーが握っていた。有権者の60%を占め、イギリス系より団結する傾向のあるアフリカーナーは、常に選挙で有利な状況を保ち続けた。1910年に南アフリカの政権の座に就いたのはルイス・ボータとヤン・スマッツであり、彼ら率いる南アフリカ党は鉱山主やイギリス系に配慮しながら政権運営を行った。これに不満を覚えたジェームズ・バリー・ヘルツォークは、1914年に内閣を飛び出し国民党を結党した。一方で、南アフリカ党政権は白人の地位向上を目指して黒人差別を法制化し、1913年の原住民土地法によって黒人を居留地へと押し込めようとした。
1922年の鉱山の白人労働者のストライキにスマッツは武力鎮圧を用いたため、有権者の支持を失い、1924年の選挙では国民党が政権を握った。
ヘルツォークの国民党政権は、アフリカーナーの地位向上のために様々な政策を実施した。農産物市場の保護や白人労働者保護、白人女性への参政権の付与により白人全体としての政治力経済力を増強し、1925年には公用語をオランダ語からアフリカーンス語へと変更した。1927年には背徳法が制定され、異人種間の恋愛関係が禁止された。
1931年、ウェストミンスター憲章が採択され、南アフリカはカナダやオーストラリアと同様に自治国からイギリス連邦内における独立国となり、内政外交に完全な主権を持つこととなった。
1933年には大恐慌の余波を受け、国民党のヘルツォークと南アフリカ党のスマッツが連立政権を樹立し、1934年には両党は合併して連合党となった。これに不満だったダニエル・フランソワ・マランは1933年に純正国民党を設立し、これが後の国民党となる。第二次世界大戦が勃発すると南アフリカは連合国側に参戦するが、これに不満な一部アフリカーナーは親ナチス団体オッセワ・ブラントワクを設立し、反戦運動を繰り広げた。第二次世界大戦は戦場から遠く離れた南アフリカの経済を飛躍的に向上させ、工業化が進み白人の貧困もほぼ消えた。しかし、アフリカ民族会議に率いられた黒人も白人との格差に不満を募らせており、連合党政府はパス法の緩和など幾つかの譲歩を行った。しかし、この譲歩は黒人にも不満であったが、アフリカーナーの間に深刻な不安を巻き起こし、人種差別政策を唱える国民党の支持は激増した。

## アパルトヘイトの時代
1948年、国民党は政権を獲得し、マランが首相に就任した。国民党は政権獲得後、1950年より人種差別政策を実行に移し始めた。この政策を、国民党は人種ごとに分離して発展するものであるとして「分離」（アフリカーンス語でアパルトヘイト）と称した。それまでの差別法に加え、異人種間の婚姻を禁ずる雑婚禁止法（1949年）、人種別居住を法制化した集団地域法（1950年）や黒人の身分証携帯を義務付けたパス法（1952年）、交通機関や公共施設を人種別に分離した隔離施設留保法（1953年）、人種別教育を行うバンツー教育法（1953年）などが次々と法制化され、白人、カラード、インド人、黒人の4人種を社会の全ての面で分断する政策が実施された。さらに1951年、国民党はカラードから選挙権を取り上げる法案を可決。司法がこれに対し激しく抵抗したものの、1956年には両院3分の2以上の可決をもって最終的にカラードの選挙権は取り上げられた。これに対し、黒人を代表するアフリカ民族会議などは反対の声を上げたが、選挙権を持つ大多数の白人はこれを歓迎し、国民党は以後1989年まで選挙で勝利し続けた。
国民党政府のもと、政府の権限は急速に大きくなり、司法のコントロールも受け付けなくなった。白人内での民主主義は維持され、アパルトヘイト反対を含む言論の自由も認められていたものの、政府は裁判なしで人々を逮捕する権限や、集会を禁止する権限、出版物を発行禁止にする権限や出版物を検閲する権限を持ち、南アフリカは警察国家的様相を呈した。白人と黒人など他人種とは明確に線引きがなされ、熟練労働を白人が、単純労働を他人種が受け持ち、富を白人が独占する構図が完成した。

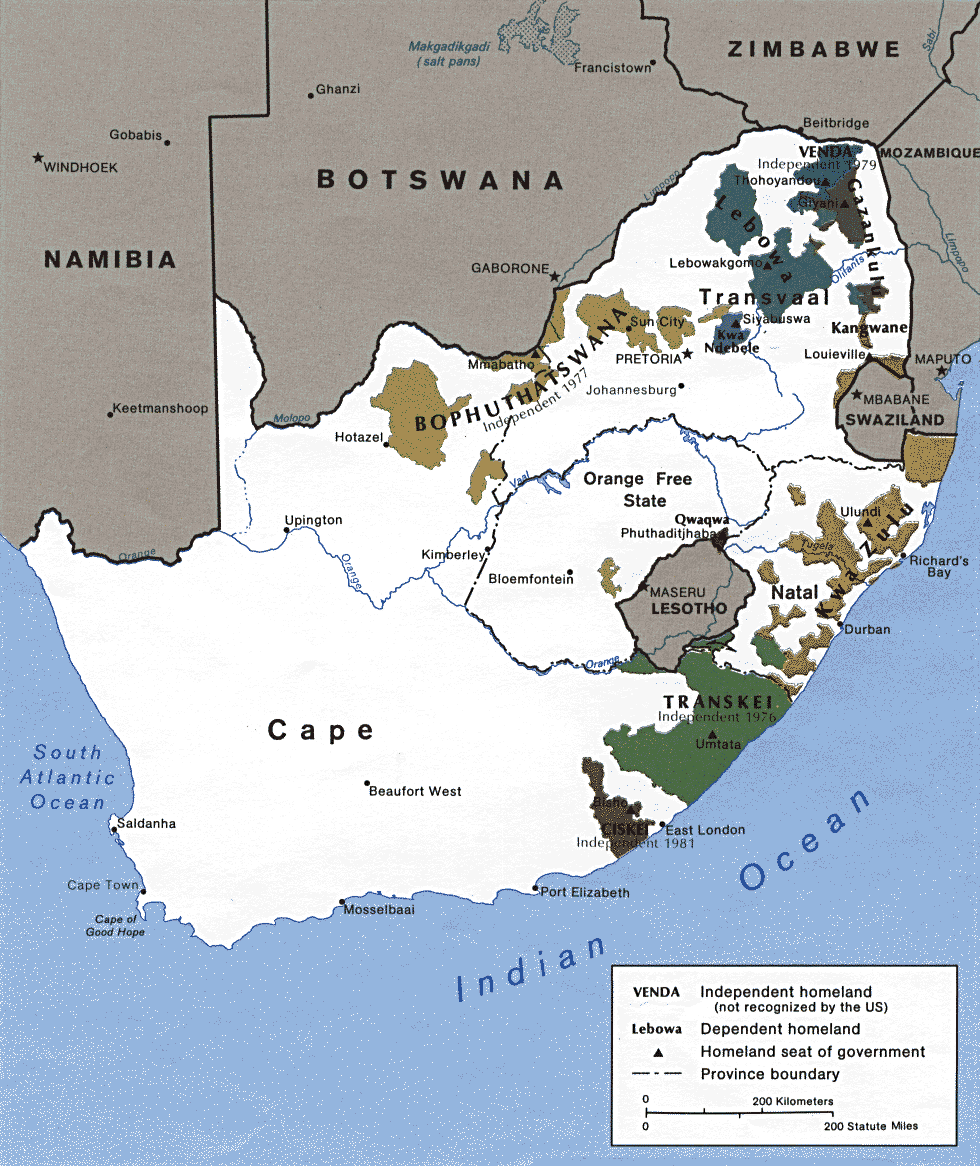
バントゥースタンの地図

マランは1954年に引退し、後継首相となったヨハネス・ストレイダムが1958年に死去すると、ヘンドリック・フルウールトが首相の座に就いた。1959年にはバントゥー自治法が制定され、国土を白人地域（87%）と黒人地域（13%）とに分け、黒人は民族ごとのバントゥースタンに属することとした。人口の大多数を占める黒人には非常に小さく痩せた僻地しか与えられず、白人が国土の重要な部分を独占した。さらにパス法など各種差別法案を強化し、アパルトヘイトをさらに堅牢なものとした。これにより、フルウールトは「アパルトヘイトの建設者」とも呼ばれる。これには国際的な批判が集中し、1960年からは南アフリカはオリンピックからも参加を拒絶されるようになる。イギリス連邦からも批判がくるようになると、フルウールトは1960年に元首を英国女王とする立憲君主制から大統領を元首とする共和制への政体変更を求めた国民投票を実施。ナタール州は反対したものの、他の3州の賛成により南アフリカは共和制に移行し南アフリカ共和国が成立。翌年にはイギリス連邦を脱退した。しかし、南アフリカは国是を反共としており、西側諸国にとっては経済的にも戦略的にも重要な友好国であったため、経済制裁などはなされなかった。
このようなフルウールト政権に対し、未だ合法政党として活動を続けていたアフリカ民族会議とパンアフリカニスト会議は抗議集会を計画。1960年3月21日に行われた集会に軍隊が発砲し、シャープビル虐殺事件が発生した。これにより両党は非合法化され、黒人活動家の多くは地下にもぐり、両党は武装闘争路線を選択してテロを行ったものの、1962年にはネルソン・マンデラが逮捕され、1963年にはヨハネスブルグ郊外のリヴォニアでウォルター・シスルら残余の活動家を逮捕。彼らはロベン島の刑務所へと送られ、抵抗運動は一時霧消した。

## アパルトヘイトの動揺

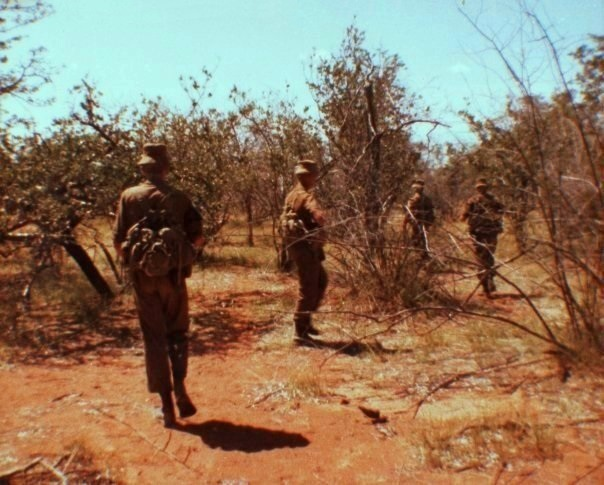
南アフリカ防衛軍の兵士

フルウールトは1966年9月6日に暗殺され、政権はバルタザール・フォルスターが継いだ。フォルスターは国際的批判をかわそうとバントゥースタンのうちトランスカイなど4つを「独立」させたものの、実権は南アフリカが握っており、この独立を認めた国は南アフリカ以外には存在しなかった。また、北に続々と誕生しつつあった南部アフリカの黒人諸国に対し不安定化工作を実施し、アフリカで植民地化政策を続けたエスタド・ノヴォ体制下のポルトガルや、南アフリカと同様にアパルトヘイト政策を続けるローデシアと同調した。1975年にポルトガルでの政変によって独立したアンゴラやモザンビークに対しては反政府活動を支援し、アンゴラ内戦には南アフリカ防衛軍が直接介入、同じくアパルトヘイトを継続するローデシアの白人政権には支援を与えた。これに対し、一時沈静化していた黒人解放運動がスティーブ・ビコらの指導によって再び活発化。1976年、アフリカーンス語の教育言語化に反対してソウェト蜂起が起きたがフォルスターはこれを武力で鎮圧。1978年には首相にピーター・ウィレム・ボータを任命して自身は大統領に就任したが、金銭スキャンダルにより辞任を余儀なくされた。
ボータは非白人に対しいくらかの譲歩を行い、黒人労働組合の結成を認め、1984年には首相職を廃して儀礼的なものだった大統領職に実権を集中し、白人・カラード・インド人による人種別三院制議会を開設したものの、国民の大多数を占める黒人には相変わらず選挙権は与えられず、カラードやインド人にも白人への勝利の道が閉ざされたこの改正は全人種に不評であった。一方、この譲歩にも不満なアフリカーナー保守派はアンドリース・トリューニヒトを中心に保守党を結成し、より厳しいアパルトヘイトの実行を求めた。1985年には雑婚禁止法、背徳法、隔離施設留保法が廃止され、1986年にはパス法が廃止されたものの、黒人の不満はまったく解消されず、全土で政治暴力が続き、また世界中でアパルトヘイト反対運動の波が高まった。
一方、対外戦争も手詰まりに陥っていた。南アフリカは1975年から共産主義を掲げるアンゴラのMPLA政権に対し軍事介入を行っていたが（ブッシュ戦争）、この措置はナイジェリアのような親西側的なブラックアフリカ諸国の反発をも招き、占領していたナミビアの民族解放組織である南西アフリカ人民機構(SWAPO)がアンゴラ政府側に付くなど南アフリカにとっての大きな外交的失点となり、さらに1988年にキューバ＝アンゴラ連合軍にアンゴラ領内のクイト・クアナヴァレの戦いで侵攻を阻止され、南アフリカの軍事的勝利の可能性は潰えたのである。この戦いの後、手詰まりに陥った南アフリカ、キューバ、アンゴラはキューバ軍と南アフリカ軍のアンゴラ撤退と、南アフリカのナミビア撤退を定めたニューヨーク合意を調印し、南アフリカはアンゴラとナミビアから撤退した。ナミビアは1990年に南アフリカから独立し、アパルトヘイト体制は国外で敗北したのであった。

## アパルトヘイトの終焉
1989年、ボータは病気により大統領を辞任し、フレデリック・ウィレム・デクラークが大統領に就任。デクラークは従来の対決路線から対話路線へと転換し、1990年2月11日にネルソン・マンデラを釈放。さらにオリバー・タンボやウォルター・シスルなど黒人指導者を釈放し、ANCは1990年8月に武装闘争を放棄。対話への道が開けた。これに対し、白人右翼の保守党やズールー人のマンゴスツ・ブテレジ率いるインカタ自由党が反対を表明し、政治暴力がナタールを中心に激化した。1991年にはデクラークは残りのアパルトヘイト諸法（原住民土地法、集団地域法、人口登録法）などを廃止し、1993年には核兵器所持を公表するとともに全て廃棄した。1993年4月には全人種選挙を1994年4月27日に行い、5%以上の票を獲得した政党は連立政権に参加することで主要政党が合意。白人右翼のうち一部も自由戦線を結成して選挙に出馬し、さらに選挙の数日前に最後の有力勢力であったインカタ自由党も選挙参加を表明。選挙は概ね平穏に行われ、アフリカ民族会議が62.5%を獲得して第一党となり、国民党が20.4%、インカタ自由党が10.5%を獲得して政権への参加資格を得た。これにより、ネルソン・マンデラが大統領、ターボ・ムベキとデクラークが副大統領に就任し、南アフリカ初の全人種政府が成立。アパルトヘイト体制は終わりを告げた。

## 虹の国を目指して

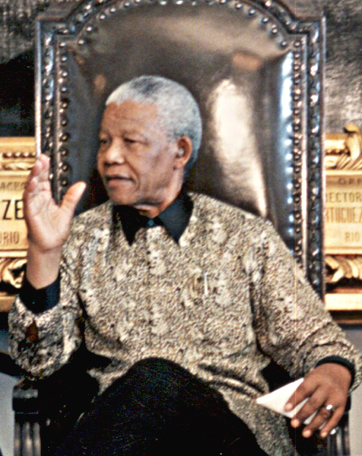
マンデラ大統領

新政権発足後、マンデラは人種間の融和に心を砕いた。1996年には11の言語を公用語とし、すべての差別を禁じる新憲法が制定され、全ての人種が調和して共存する「虹の国」が南アフリカのスローガンとなった。黒人居住区へのインフラの整備や教育の充実などを行い、アファーマティブ・アクションの実施により人種間の格差を縮めようとした。また経済政策においては国民党政権を継承し、ネオリベラリズムの立場を堅持した。このため南アフリカ経済は成長を続けたものの、もともと500万人の白人向けの経済と雇用であった南アフリカ経済を4000万人の南アフリカ国民むけに再構築することは難しく、企業は高利益体質を維持したものの、雇用は遅々として拡大しなかった。さらにアパルトヘイトの消滅によって、これまで南アフリカに入国できなかったモザンビークやジンバブエなど近隣諸国から黒人が続々と職を求めて流入して来た。そのために失業率が極度に悪化し、失業者は政治暴力の時代から巷に溢れる銃火器を持って犯罪に走った。こうして、南アフリカの治安は世界最悪レベルにまで落ち込み、ヨハネスブルグやダーバンの中心街は大企業が流出しゴーストタウンと化すようになった。
1999年、マンデラは引退し、副大統領のターボ・ムベキが大統領に就任した。ムベキは黒人経済力増強政策を実施し、白人企業の役職や権益を他人種に分配して経済格差を縮小させようとした。しかし人種間の差は多少縮まったものの、問題の根本である所得分配の不平等と失業はまるで改善されず、治安も悪化したままであった。さらにムベキ政権はエイズ対策に失敗し、南アフリカの生産労働人口の21.5%（2004年）がHIVに感染していると推定されるまでになった。
2008年、副大統領のジェイコブ・ズマがANC議長の座からムベキを追い落とし、大統領に就任した。ズマ政権はエイズ問題、ジニ係数0.73という世界一の所得格差、失業問題、世界一悪い治安など問題山積の状況であり、またアパルトヘイトの陰も完全に消え去ったとは言いがたい。しかし2010年には2010 FIFAワールドカップが南アフリカで開催されることとなり、それに伴い民間中心に治安改善の動きが起こり、また公共交通機関が非常に弱かった南アフリカで初の都市近郊高速鉄道ハウトレインが開業するなど、改善へと向けた動きが出てきている。